# Spoorlijn Baikal-Amoer

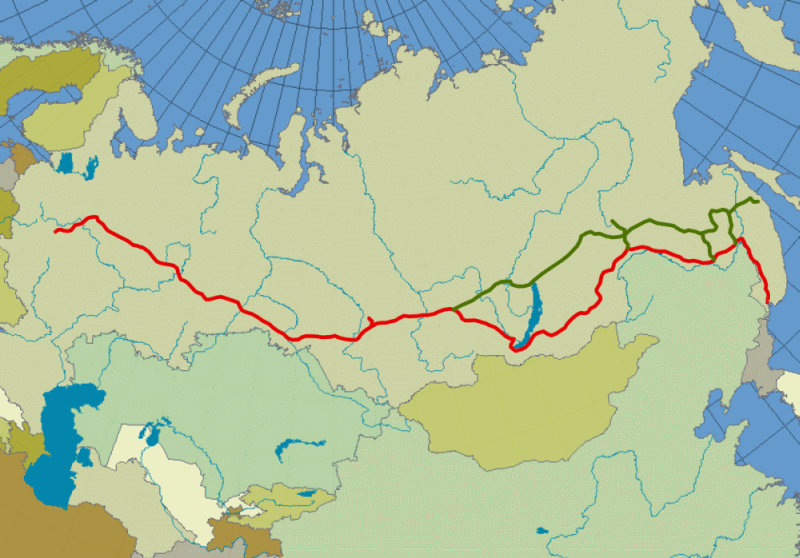
Groen = spoorlijn Baikal-Amoer, Rood = trans-Siberische spoorlijn

De spoorlijn met de belangrijkste stations

De spoorlijn Baikal-Amoer (Russisch: Байкало-Амурская магистраль (БАМ), Bajkalo-Amoerskaja magistral (BAM)) is een hoofdspoorweg (magistral) in Siberië, van Krasnojarsk naar Komsomolsk aan de Amoer. De lijn is 3145 km lang en loopt parallel aan de trans-Siberische spoorlijn door het Stanovojgebergte. Sinds 1997 is het deel ten oosten van station Chani onderdeel van de Verre Oostelijke spoorlijn en het deel ten westen daarvan onderdeel van de Oost-Siberische spoorlijn. De dwarsverbinding tussen Skovorodino en Berkakit wordt ook wel Kleine BAM genoemd, en wordt soms gezien als een verlengstuk van de later aangelegde Spoorlijn Amoer-Jakoetsk.
Van de hele lijn is alleen het westelijke deel, tussen Taysjet en Taksimo (1469 km), geëlektrificeerd.
De bouw van de BAM zorgde niet alleen voor een nieuwe verbinding naast de oude Transsib, maar ook voor de demografische en industriële ontwikkeling van een regio die tot dan bijna onbegaanbaar was. Men verwachtte niet alleen een handelsverbinding tussen het oosten en het westen van Rusland, maar ook een verbetering van de internationale betrekkingen, in het bijzonder dan met Japan waarmee de USSR nog lang officieel in oorlog was. Hiervoor moesten in de steden en dorpen langs de lijn eerst industrieën opgebouwd worden, die de materialen en de energie voor de bouw, de wegen en dergelijke konden leveren. De BAM heeft voor een ware ontwikkeling van noordelijk Siberië gezorgd.

## Bouw
De eerste plannen voor een verkeerstechnische ontsluiting van de regio waren al in het begin van de 19e eeuw gemaakt. Na vergaande plannen in de jaren 20 en 30 kwam het officiële besluit tot de bouw in 1937. De eerste trajecten (van Tajsjet naar Bratsk) werden in datzelfde jaar gebouwd en geopend, ter gelegenheid van het 20-jarige jubileum van de Oktoberrevolutie.
Tijdens de Tweede Wereldoorlog werden de bouwactiviteiten onderbroken en enige stukken van de lijn zelfs weer opgebroken, omdat ze voor de bouw van de spoorlijn tussen de rivier de Wolga en de stad Stalingrad dringend nodig waren. Het grootste gedeelte in het Sovjet Verre Oosten werd gebouwd tijdens de jaren 1944 tot 1946, grotendeels door Goelaggevangenen, waaronder Duitse en Japanse krijgsgevangenen, waarvan mogelijk 150.000 om het leven kwamen bij de bouw. Na de dood van Stalin in 1953 werden bijna alle bouwwerkzaamheden aan de BAM stilgelegd en werd de lijn overgelaten aan de natuurelementen voor meer dan 20 jaar.
In maart 1974 werd door sovjetsecretaris Leonid Brezjnev verklaard dat een nieuw BAM-project zou worden opgestart als een enorme komsomoloperatie. De BAM werd door de leiders aangeduid als "het bouwproject van de eeuw". In de tientallen jaren die volgden werd de spoorlijn verder uitgebreid met nieuwe trajecten, bruggen, steden, kolenmijnen, krachtcentrales en industriegebieden. Minstens 60 "boomtowns" werden gesticht langs de BAM.
De 27e oktober 1984 geldt als de dag waarop de BAM gereed kwam. Op deze dag werd de gouden spijker geslagen; de laatste spoorwegpin die alle trajecten met elkaar verbond. De westelijke media waren niet uitgenodigd voor dit evenement omdat de Sovjetautoriteiten geen lastige vragen wilden horen over de operationele status van de lijn en de werkomstandigheden van de arbeiders die de lijn hadden gebouwd. Ten tijde van de opening was slechts een derde van de afstand van de BAM volledig operationeel en ook werd er nog steeds gebruikgemaakt van dwangarbeid. Pas in 1991 werd de BAM "af" verklaard, toen de kosten opgelopen waren tot omgerekend 14 miljard dollar. Voor het gereedkomen van de laatste tunnels, zoals de Severomoejsk-tunnel (waaraan 27 jaar was gebouwd) in 2001, moesten de passagiers echter nog enkele jaren met een terreinwagen vervoerd worden.
Hoewel de BAM de grootte van de indertijd gemaakte verwachtingen niet vervult, tegenwoordig geldt als Weg naar nergens en symbool staat voor de jaren van stagnatie, zijn er nog altijd mensen die hopen op een uitbreiding tot op het eiland Sachalin, waarmee de lijn de grote verbinding tussen Japan en Europa wordt.

## Aansluitingen
De lijn is in het centrum bij Tynda via de Kleine BAM verbonden met de trans-Siberische spoorlijn. In het verlengde daarvan, de andere kant op, loopt de spoorlijn Amoer-Jakoetsk (AJaM), die in de nabije toekomst aansluiting op het noordelijker gelegen Jakoetsk moet geven.

## Klimaatverandering
De BAM-spoorlijn is voor grote delen gebouwd op permafrost. In bevroren toestand is de grond hard genoeg om de spoorlijn te dragen. Als de grond echter zou ontdooien, dan zou de spoorlijn wegzakken in veenmoeraslagen die de spoorlijn niet kunnen dragen. Door klimaatverandering begint de permafrost te ontdooien. De laatste jaren neemt het aantal gerapporteerde schades aan gebouwen en infrastructuur door ontdooiende permafrost toe.